# Барьер (фильм, 1966)
«Барьер» (пол. Bariera) — чёрно-белый польский художественный фильм, снятый в 1966 году режиссёром Ежи Сколимовским в жанре психологической драмы. Считается фильмом «Новой волны». Премьера фильма в Польше состоялась 18 ноября 1966 года.

## Сюжет
Герой — молодой, современный человек — пытается преодолеть отделяющие его от мира барьеры: возраста, денег, устаревших убеждений, конвенций и иерархий. Герой бросает учёбу и выезжает из общежития в поисках «новой жизни». Его мечта состоит в браке с обеспеченной женщиной, богатой виллы в пригороде и «Ягуара» в гараже. Процесс обмещанствования, по его мнению, неизбежен, и его собственное падение поэтому следует ускорить. Иногда его поступки сложно принять за поведение взрослого: он съезжает на портфеле с лыжного трамплина, игнорирует сигналы светофора. Тем не менее, он встречает девушку, имеющую отличные от его собственных идеалы. Это заставляет его пересмотреть своё отношение к жизни и к самому себе.

## В ролях
| Актёр                      | Роль                                 |
| -------------------------- | ------------------------------------ |
| Иоанна Щербиц              | водитель трамвая                     |
| Ян Новицкий                | главный герой                        |
| Тадеуш Ломницкий           | врач заводской поликлиники           |
| Мария Малицкая             | уборщица, звезда ресторана           |
| Здзислав Маклакевич        | продавец газет                       |
| Рышард Петруский           | официант в трактире                  |
| Богдан Баэр                | мужчина в баре, водитель автомобиля  |
| Хенрик Бонк                | врач агитирующий донорство крови     |
| Мариан Войтчак             | в титрах не указан                   |
| Анна Ярачувна              | в титрах не указана                  |
| Марта Дуткевич             | в титрах не указана                  |
| Анджей Жарнецкий           | фотограф друг главного героя         |
| Славомир Линднер           | мужчина вытащивший саблю в ресторане |
| Тереса Шмигелювна          | женщина, плачущая в больнице         |
| Витольд Собоциньский       | официант разбивший тарелки           |
| Михал Жолнеркевич          | бармен                               |
| Малгожата Лёрентович-Янчар | управдом                             |
| Станислав Тым              | конферансье в ресторане              |
| Збигнев Запасевич          | фальшивый слепой                     |
| Стефан Фредман             | водитель трамвая                     |
| Зыгмунт Малянович          | Эдди приятель из общежития           |
| Рышарда Ханин-Пастернак    | глава смены в депо                   |
| Габриэль Негребецкий       | Элегант приятель по общежитию        |
| Анджей Хердер              | Манюсь приятель по общежитию         |
| Здзислав Лесняк            | официант                             |
| Кшиштоф Литвин             | официант                             |
| Адам Пешик                 | официант                             |
| Адам Павликовский          | официант                             |
| Януш Гайос                 | водитель трамвая                     |
| Ежи Турек                  | официант                             |
| Барбара Просьневская       | в титрах не указана                  |
| Януш Буковский             | водитель трамвая                     |
| Мариан Коциняк             | водитель трамвая                     |
| Богдан Гутевич             | в титрах не указан                   |

## Награды и призы
- Фильм был утверждён как обладатель приза критиков на фестивале Варшавская Русалка, но из-за отказа в утверждении награды ЦК Союза журналистов Польши, приз так и не получил[1].
- Выиграл главный приз на фестивале авторского кино в Бергамо и приз жюри на кинофестивале в Вальядолиде[1].